# Flügelrad (Eisenbahn)

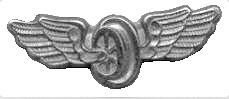
Das Flügelrad (hier als Anstecknadel)

Das Flügelrad ist als Symbol der Eisenbahn und des Schienenverkehrs allgemein und weltweit verbreitet. Es steht für die Geschwindigkeit, die in den Anfangsjahren als herausragend empfunden wurde. Bis zur Serienreife der Flugzeuge wurden die Geschwindigkeitsrekorde auch durch Eisenbahnfahrzeuge gehalten. In der Heraldik wird es sehr selten verwendet und in der Regel durch ein Eisenbahnrad (Speichenrad mit Spurkranz) mit je einem (Vogel-)Flügel an jeder Seite auf der Höhe der Nabe dargestellt.

## Geschichte und Verwendung

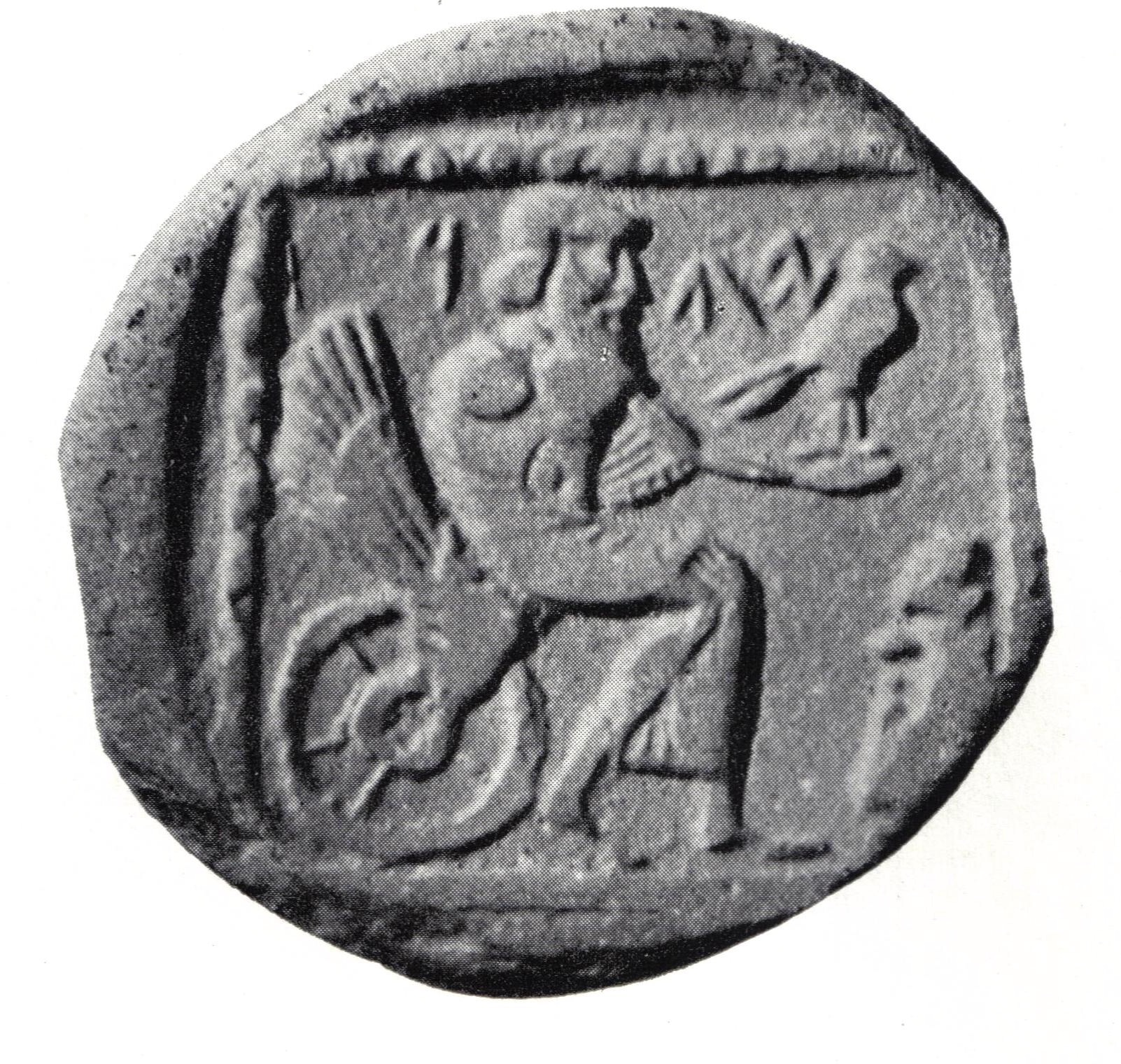
Rückseite einer Münze mit unbekanntem Gott auf einem Flügelrad (4. Jh. v. Chr.)

Es hat wohl seinen Ursprung in den Darstellungen des geflügelten Götterboten Hermes, der in der römischen Entsprechung zu Hermes im Gott Mercurius zu finden ist (dessen Name sich auf den Handel bezieht) und der der Gott der Händler war. Die römische Mythologie ordnet Merkur und Minerva Handel und dem Handwerk zu, als dessen Symbole und Allegorien sie später verwendet wurden. Hermes/Merkur wird mit Flügeln am Helm und teilweise den Schuhen abgebildet (Vgl. Flügelhelm#Heraldik und Merkurstab (Heraldik)). Als Symbol der Schnelligkeit ist er als Zusteller am Alten Postamt in Flensburg zu sehen.
Das Flügelrad als Symbol für die Eisenbahn ist vergleichsweise alt.
- Schon 1835 wurde es auf der Gedenkmünze der Ludwigseisenbahn, einem in Bayern unter Ludwig I. geprägten Geschichtstaler der Strecke von Nürnberg nach Fürth, auf der Rückseite (Revers) verwendet. Es ist eine liegende Frauengestalt, mit antikisierendem Gewand und Frisur, einen Merkurstab mit umgehängtem Lorbeerkranz in der rechten Hand haltend und sich mit dem linken Arm auf einem Flügelrad abstützend, dargestellt. Als Umschrift der Münze steht im oberen Teil umlaufend: ERSTE EISENBAHN IN TEUTSCHLAND MIT DAMPFWAGEN / VON NÜRNBERG NACH FÜRTH, im unteren Abschnitt: ERBAUT / 1835.[2]
- Ab 1840 als Symbol auf den Uniformen der München-Augsburger Eisenbahn verwendet.[3]
- Am 30. November 1853 wurde das Flügelrad in Preußen als Symbol der Eisenbahn eingeführt.[4]
- Bereits vor der Umwandlung in eine Gesellschaft privaten Rechtes trennte sich die Deutsche Bundesbahn bzw. Deutsche Bahn in Deutschland (letztlich Anfang 1994) von Traditionsbeständen, somit auch vom Flügelrad.[5]

In alten Beschreibungen wird vom „geflügelten Rad“ und erst später vom „Flügelrad“ gesprochen. Die bildliche und plastische Darstellung unterscheidet sich allerdings stark von den später verwendeten und ist der Darstellung der Seitenansicht zuzuordnen.
Neben Deutschland fand das Symbol auch Verbreitung in den anderen Staaten. Dass es ein gängiges Zeichen war, ist durch die spätere weltweite Verwendung gekennzeichnet. Bezeichnenderweise findet sich das Flügelrad in Großbritannien sehr selten bei den Eisenbahnen, dort werden in der Regel wappenartige Logos verwendet.

Um 1900 publizierter Netzplan der Wiener Stadtbahn, geschmückt durch ein Flügelrad mit Krone

Nahezu 150 Jahre wurde dieses Symbol von jedem Eisenbahner in unterschiedlicher Ausführung auf der Uniform, Mütze und zugehörigen Gegenständen getragen. Es war der bildliche Begriff für die Eisenbahn schlechthin. Erweitert wurde das Symbol durch lokale Änderungen und Anpassungen: oft versehen mit der Krone eines Landes, wenn dieses eine Monarchie war, beispielsweise in Preußen, Württemberg, Bayern oder Österreich. Aber auch kleinere Staaten zeigten hier ihren Ausdruck und Anspruch, wie im Großherzogtum Baden, das das verwendete Flügelrad mit Krone versah. Die Farbe des Symbols richtete sich grundsätzlich nach den Uniformknöpfen, beispielsweise in Preußen goldfarbig und in Bayern in Silber. Es wurde in Stoff mit Stickerei, als reine Stickerei und in Metall bei den Uniformen ausgeführt. Auf Gegenständen, die den Eisenbahnen oder zugeordneten Gesellschaften gehörten, konnte das Flügelrad aufgedruckt oder geprägt sein (Ausnahmen im Gebrauch des Logos stellen beispielsweise Mitropa und die DRG dar). Auf Publikationen (außer Fahrplänen) wurde das geflügelte Rad als leicht erkennbares Symbol der Eisenbahn verwendet. Das Symbol wurde nicht nur durch staatliche Einrichtungen, sondern auch von anderen Einrichtungen verwendet.
Außer im dienstlichen Bereich wurde das Zeichen oder der Begriff von vielen Freizeit- und Nebenorganisationen der Staatsbahnen gebraucht (zum Beispiel Männerchor Flügelrad oder ESV Flügelrad).
Wie das Flügelrad „funktionieren“ soll, wurde in der Literatur oft humoristisch diskutiert bzw. persifliert:
- ob die Flügel schlagen und nur das Rad sich dreht
- ob die Flügel bewegungslos bleiben und das Rad rollt
- ob die Flügel fest bleiben und sich mit dem Rad mitdrehen
- ob die Flügel schlagen und sich mit dem Rad mitdrehen

Es stimmt auch nicht, dass Flügelräder bei Flügelzügen auf Flügelbahnen, die an Flügelbahnhöfen halten, zum Einsatz kommen.

## Aussehen und Varianten

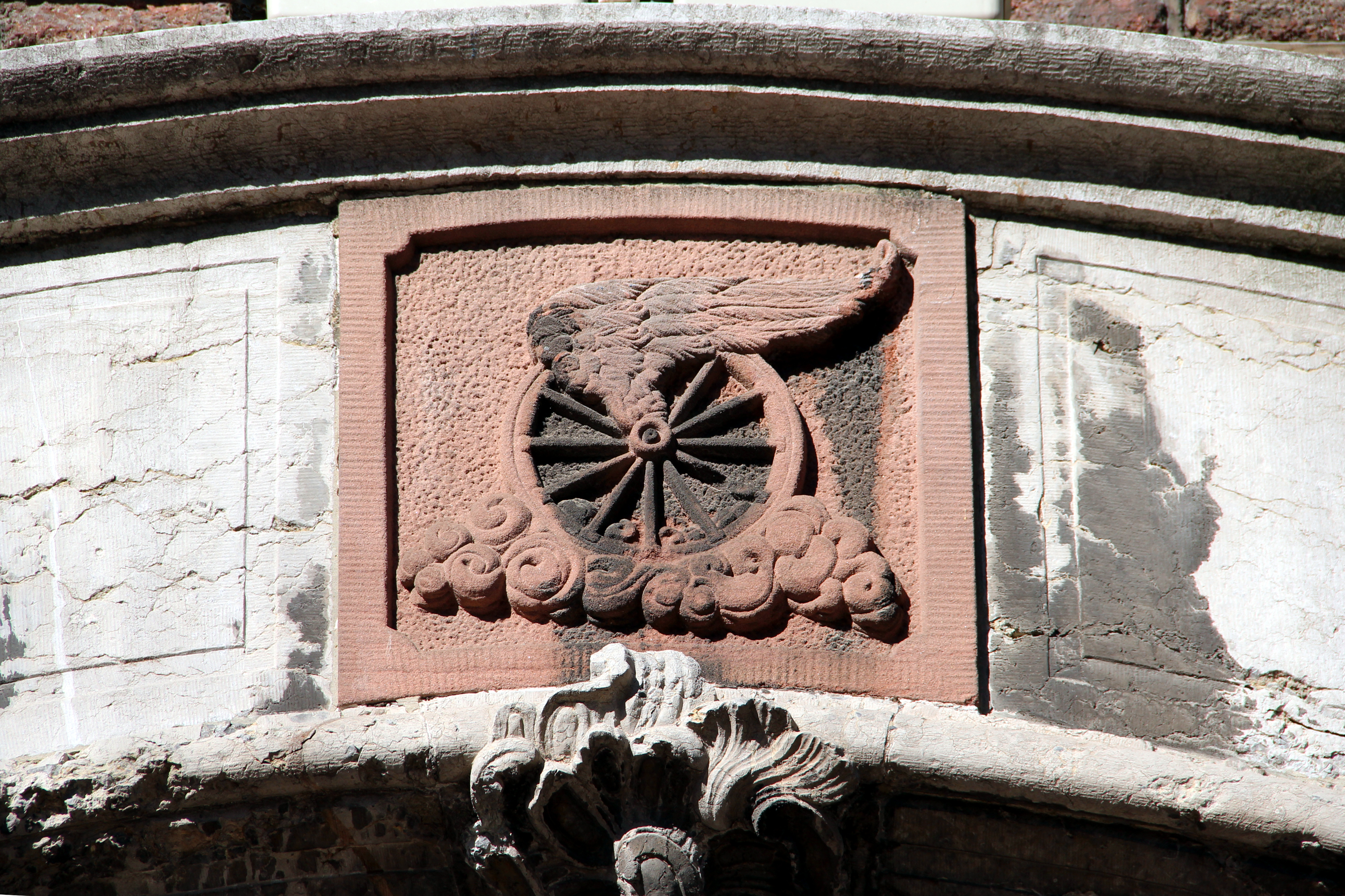
Eupen, Marktplatz 8

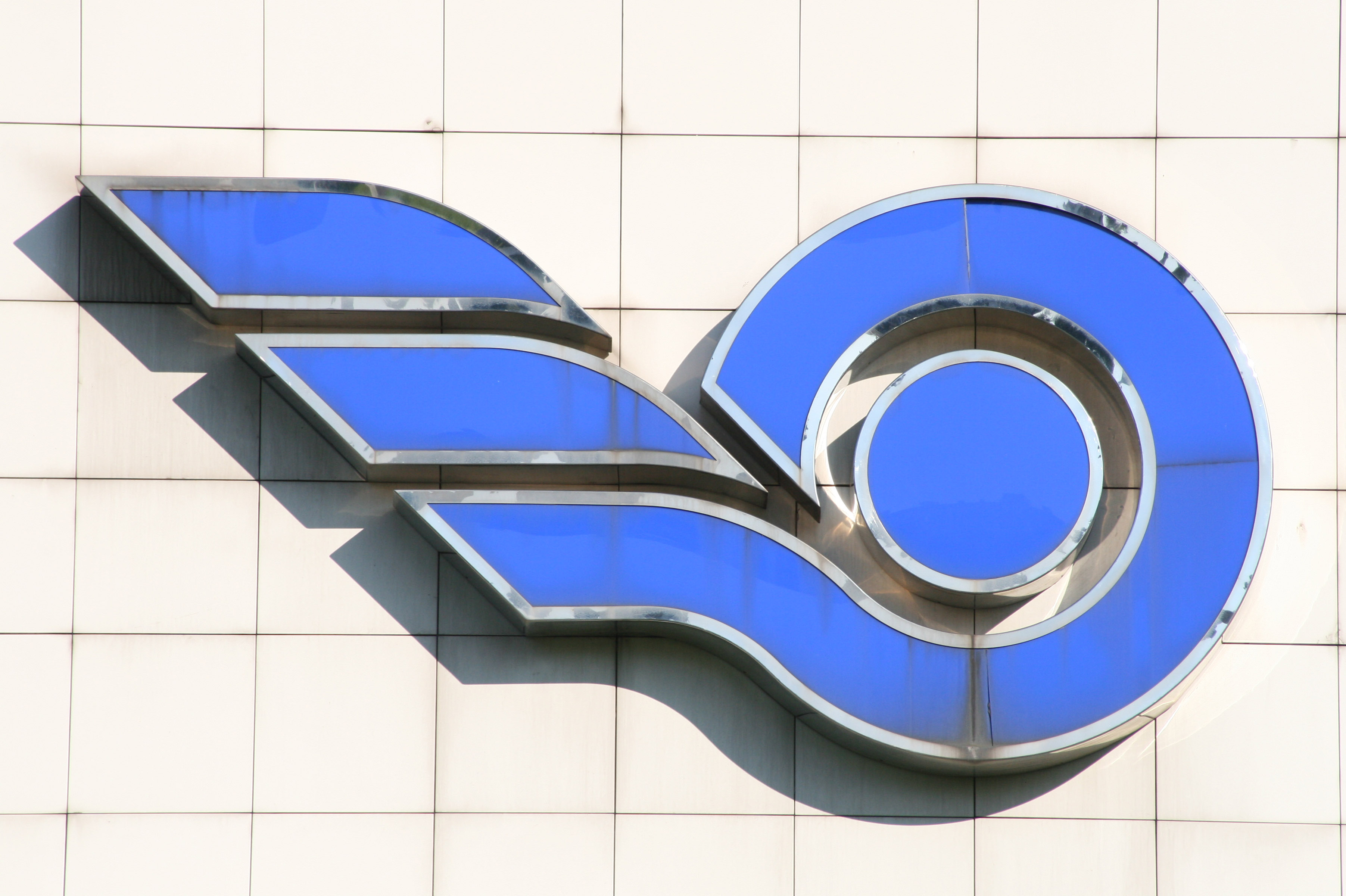
Logo der ŽSR

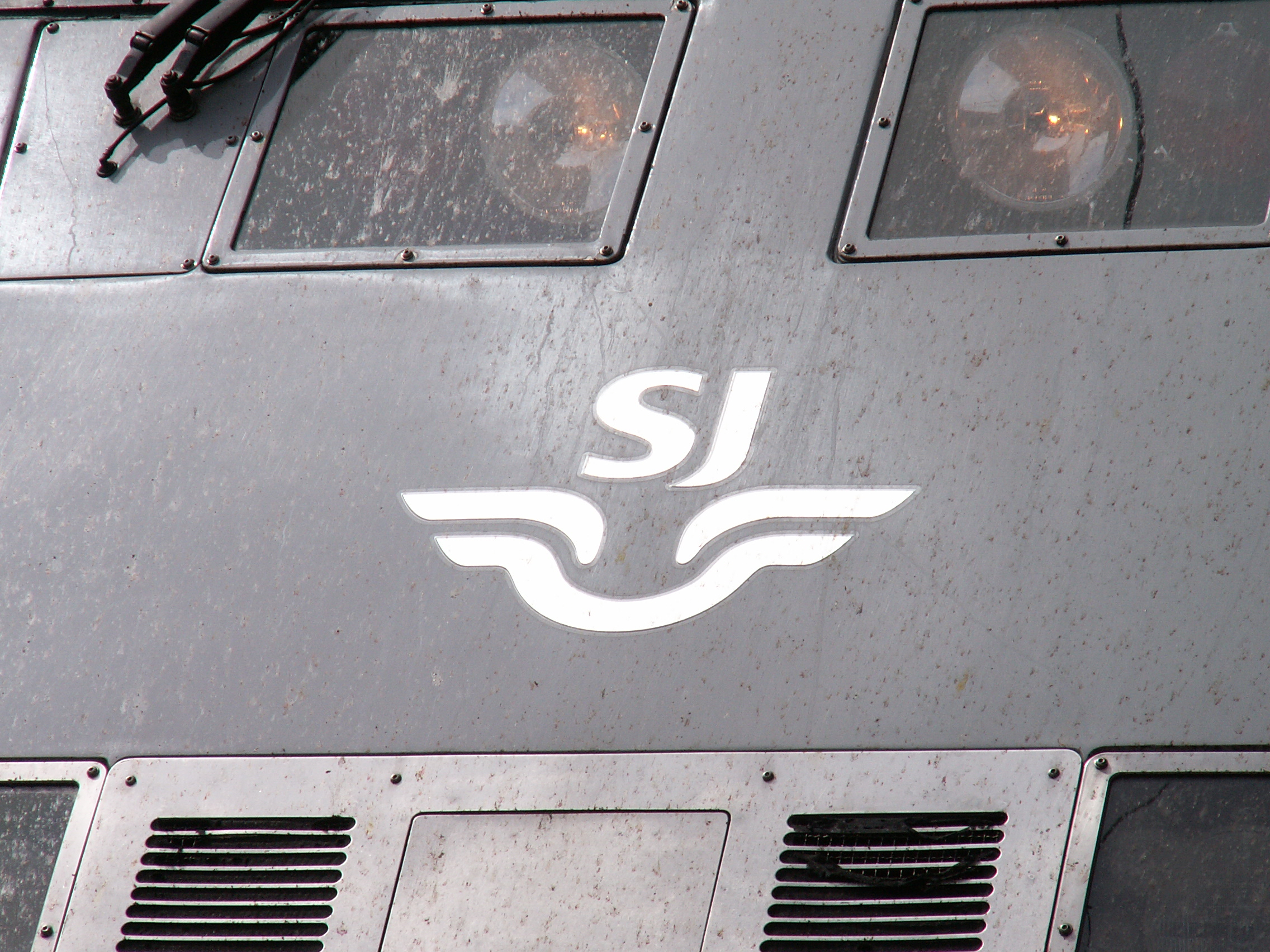
Logo der SJ

Logo der MÁV

Logo der JŽ

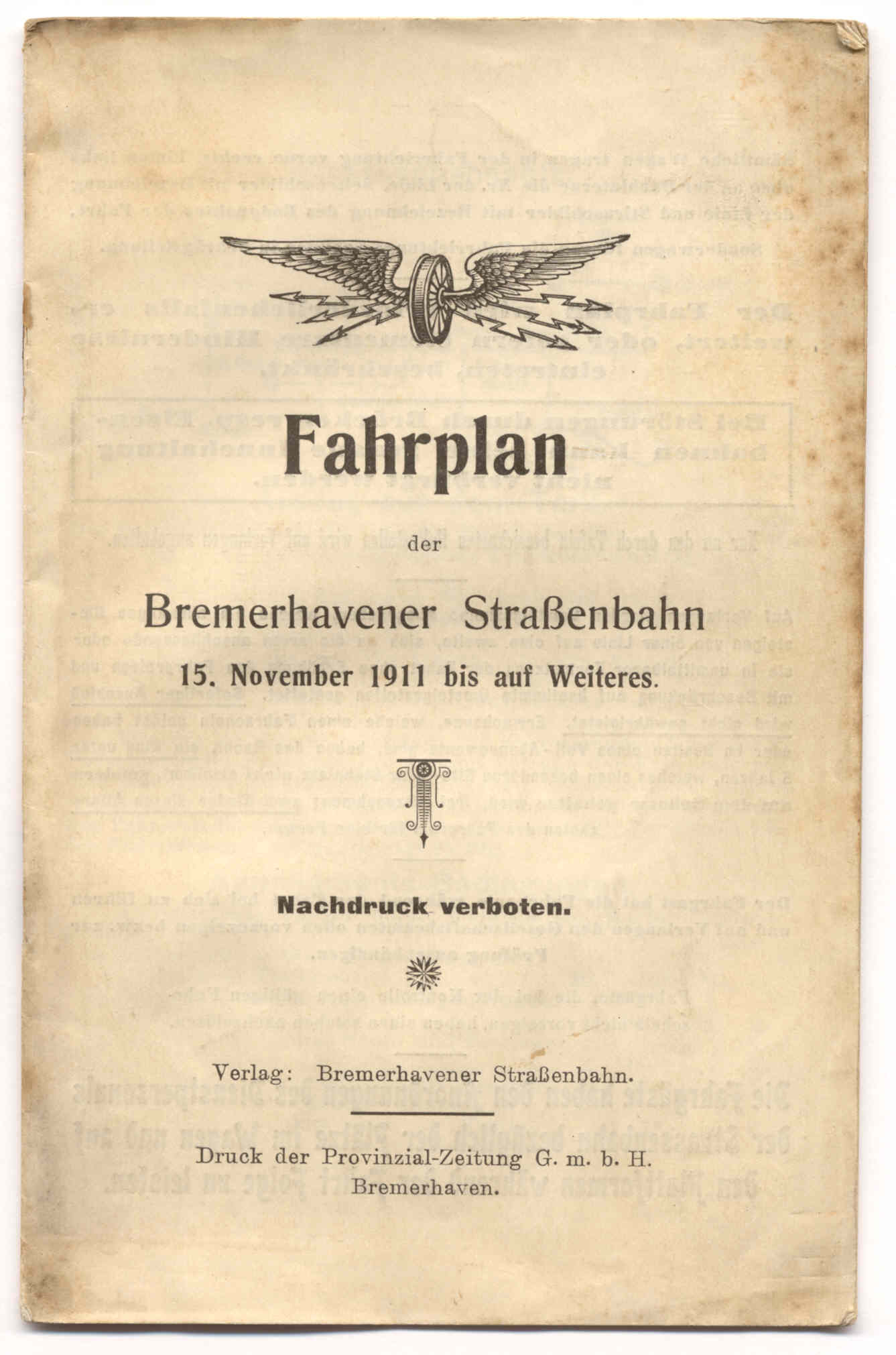
Frühere Verwendung bei der Straßenbahn Bremerhaven, hier die Variante mit den gezackten Blitzen

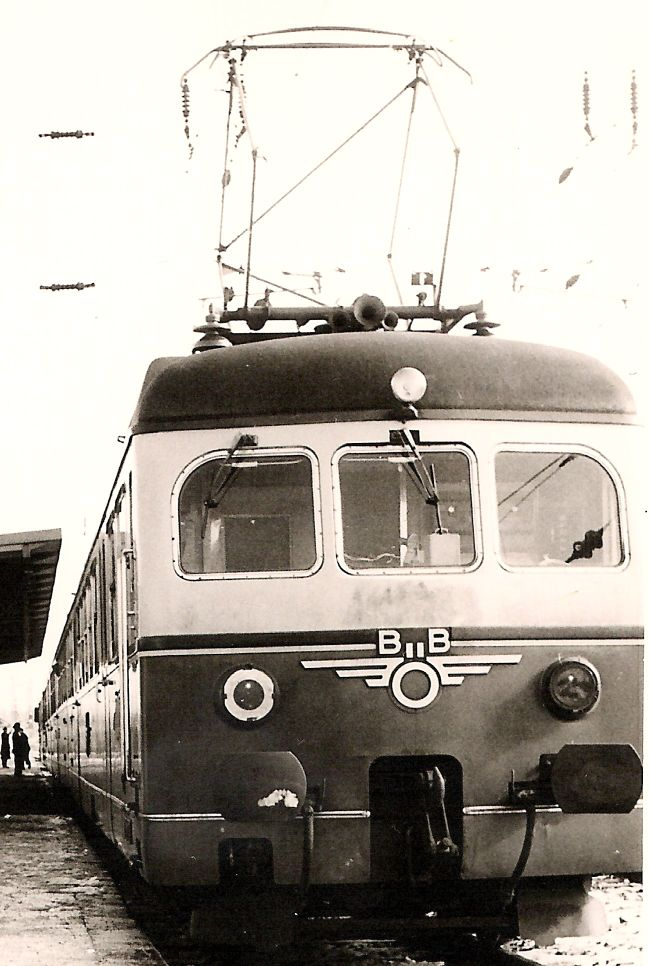
Logo der BBÖ, später ÖBB

Logo der Strausberger Eisenbahn (Straßenbahn-Betrieb)

Zahnrad als Flügelrad auf dem Deckblatt eines Leporellos mit Motiven zur Rittner Bahn

Es gibt grundsätzlich vier Darstellungen:
- die „Seitenansicht“ mit flächig dargestelltem Rad und (Vogel)-Flügeln als älteste Version. Die Flügel können dabei „geschlossen“ (am Rad anliegend)[2] oder „offen“ (vom Rad wegstehend)[9] sein.
- plastische oder halb plastische Darstellungen eines Eisenbahnrades mit zwei (plastischen) Vogelflügeln oder einem (halb-plastischen) Vogelflügel
- die „Vorderansicht“ mit stilisierter Darstellung der Flügel und der Lauffläche des Rades und dem Radkranz in Form zweier Balken[10][11][9]

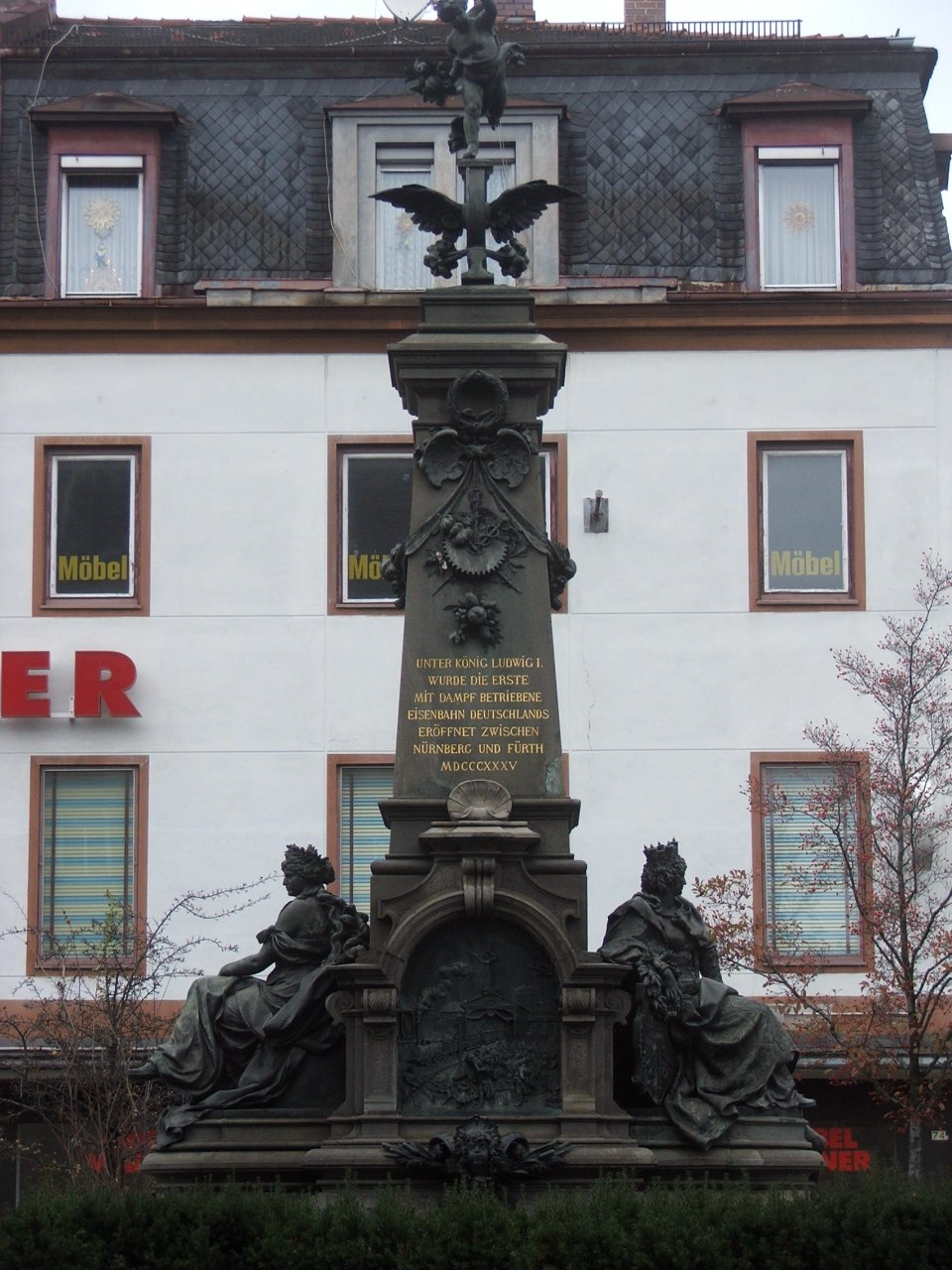
Denkmal der Ludwigseisenbahn in Nürnberg
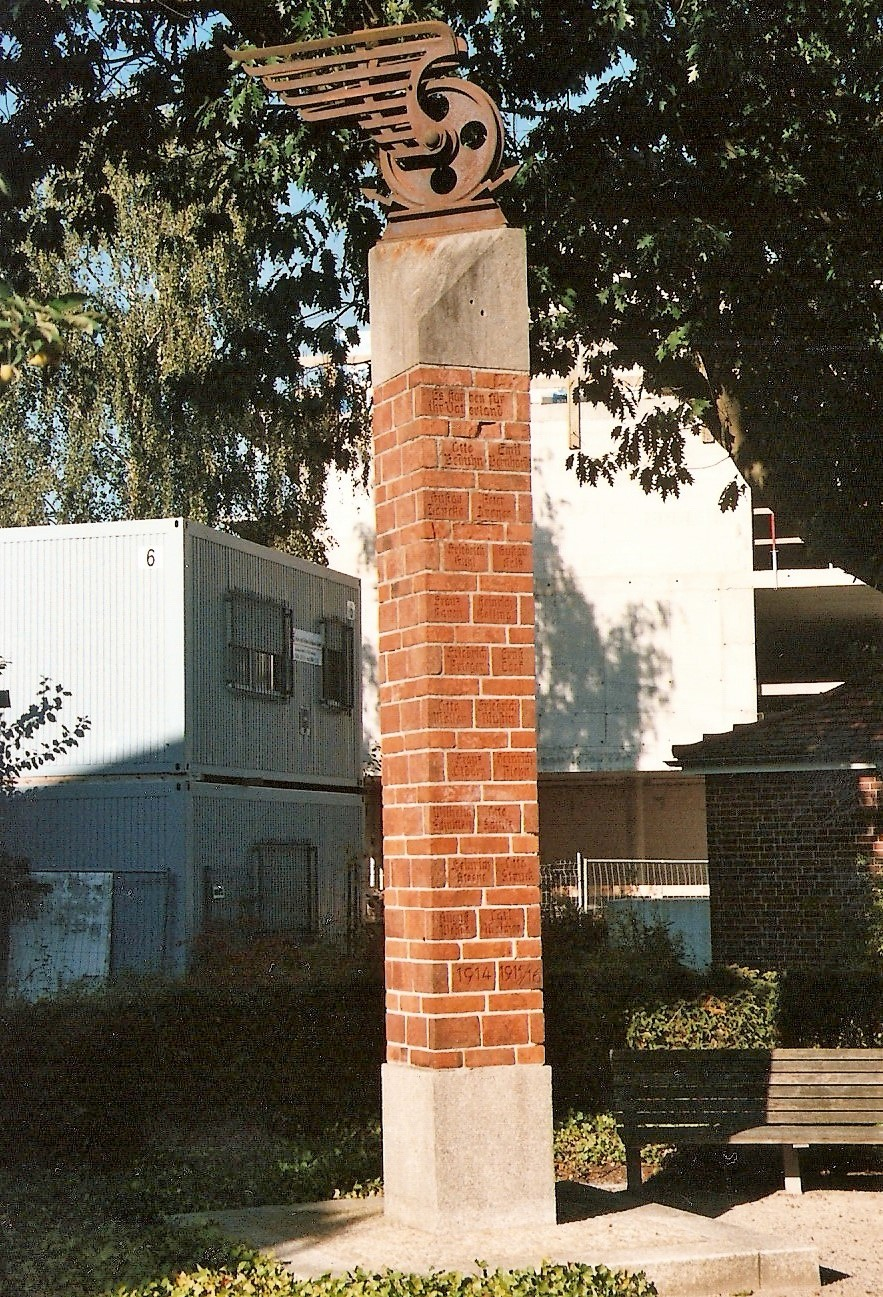
Denkmal der gefallenen Straßenbahner in Lübeck
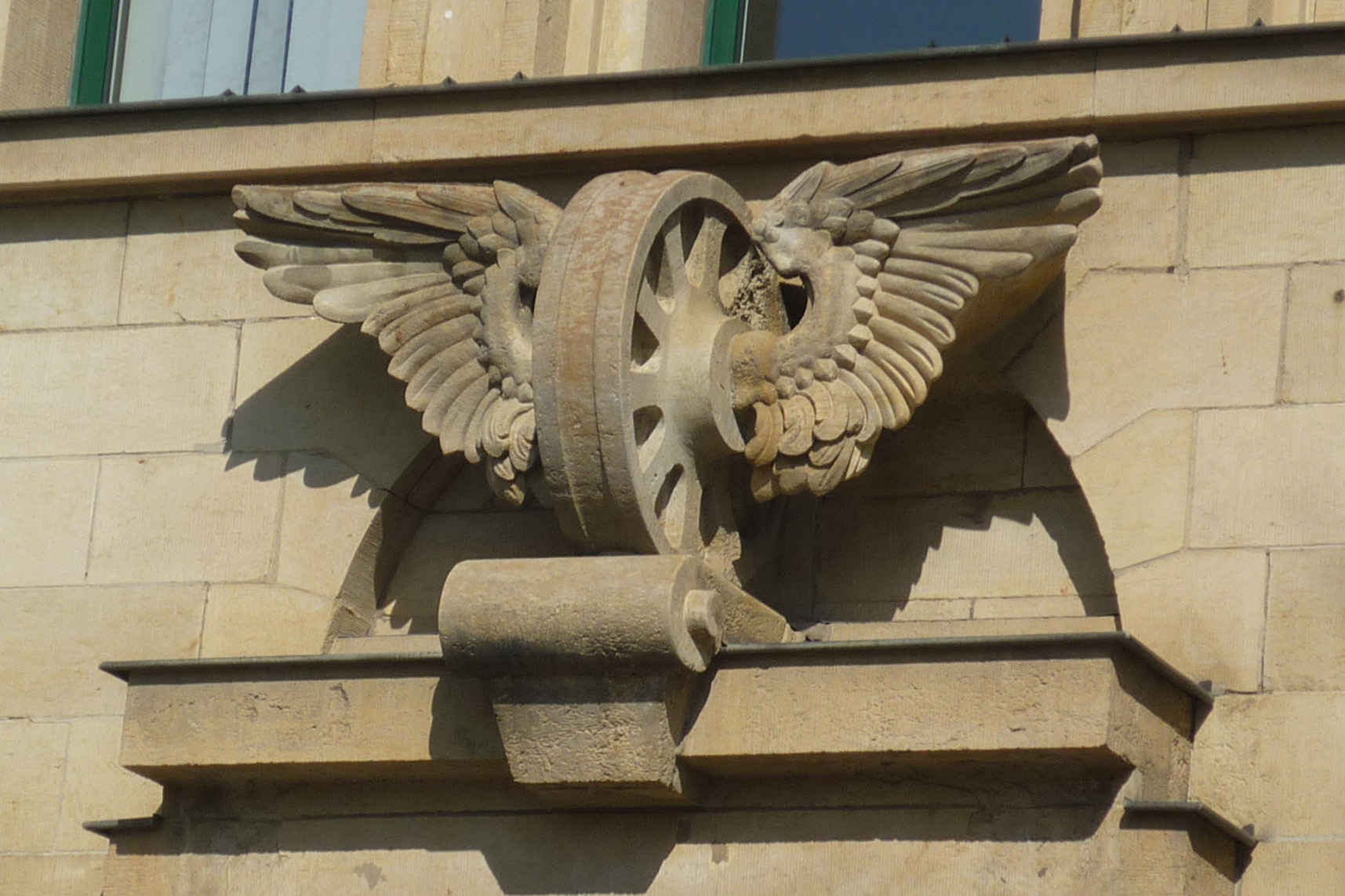
Das Geflügelte Rad der Deutschen Reichsbahn, Skulptur am DB-Gebäude in Dresden, Ammonstraße 8
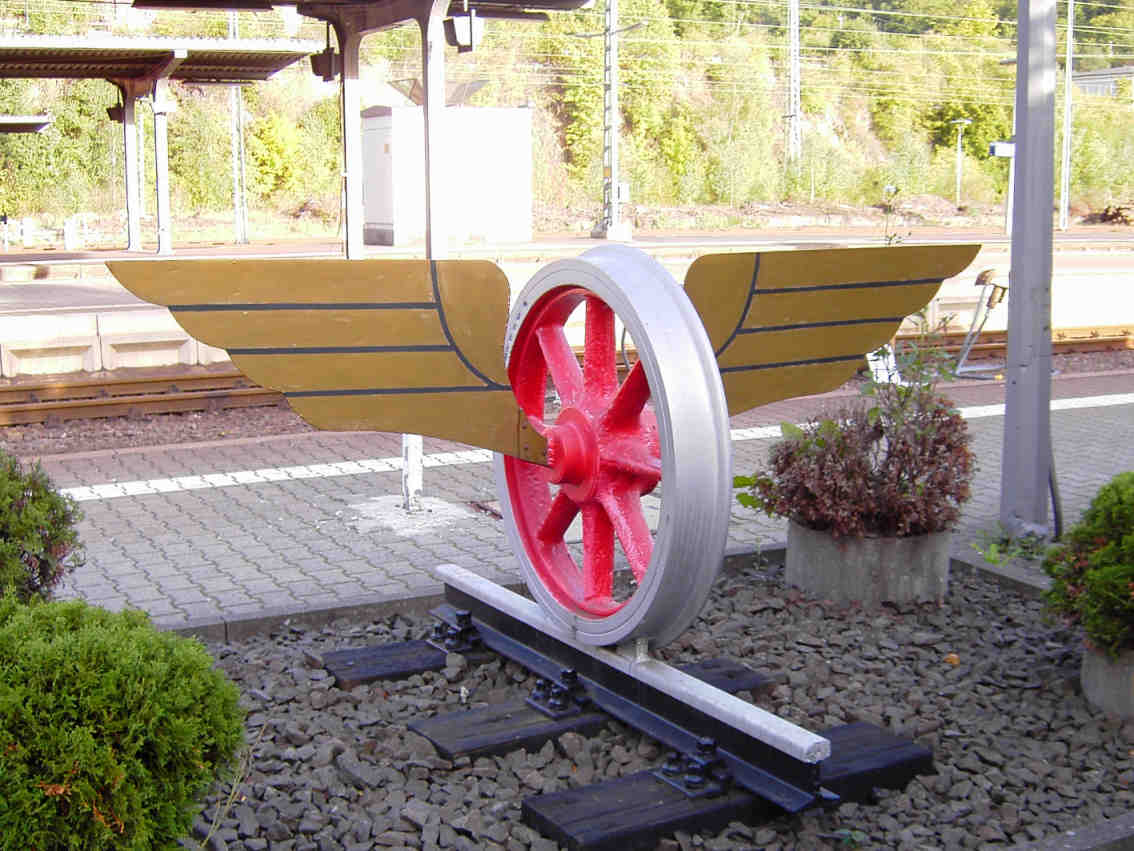
Wahrzeichen des Bahnbetriebswerks Dillenburg

„Flügelrad“ am ehemaligen Bahnhof in Schenklengsfeld
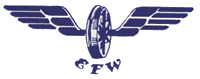
Logo der Eisenbahnfreunde Wetterau e. V.

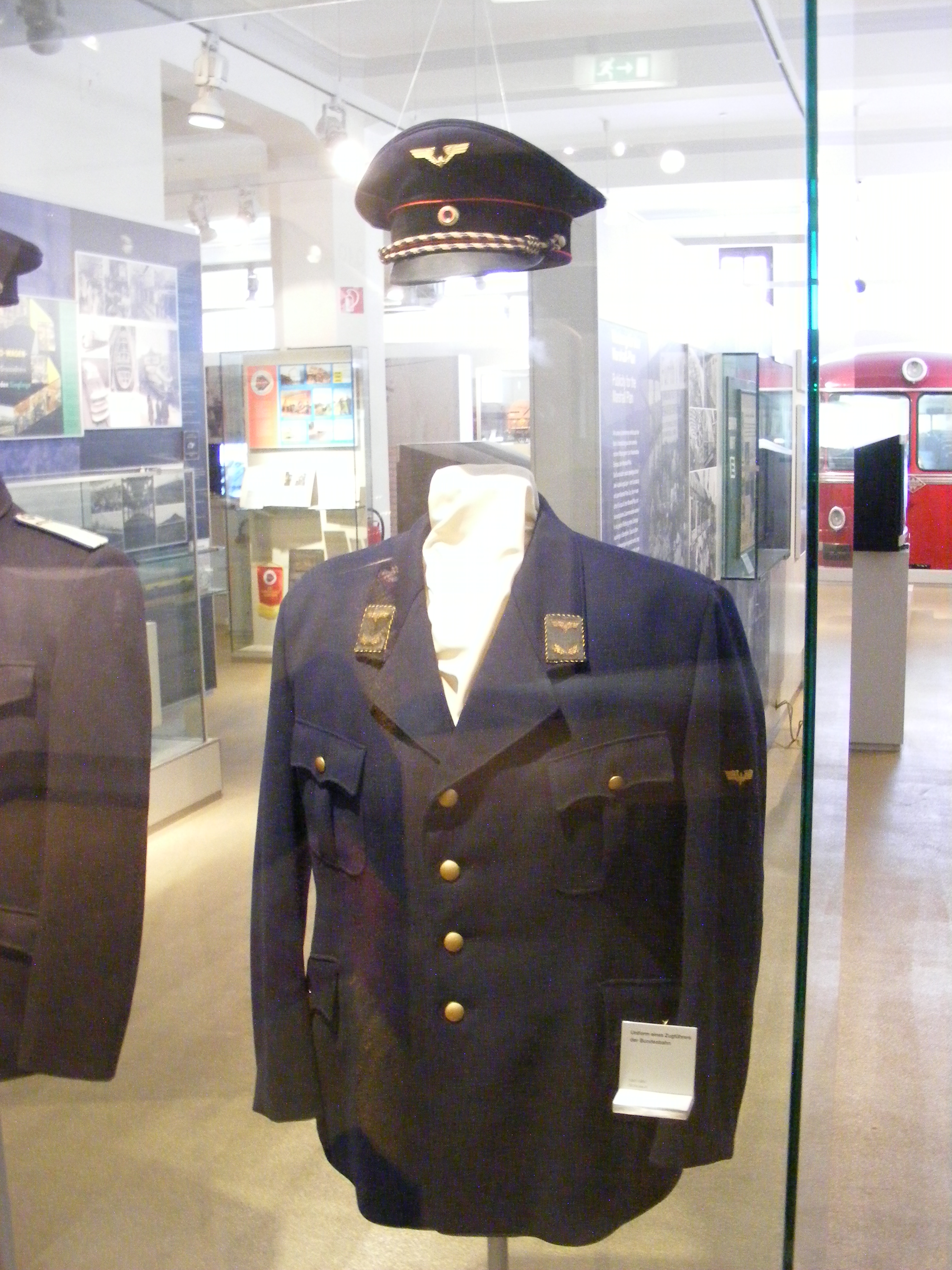
Uniform eines Zugführers der Deutschen Bundesbahn (historisch)
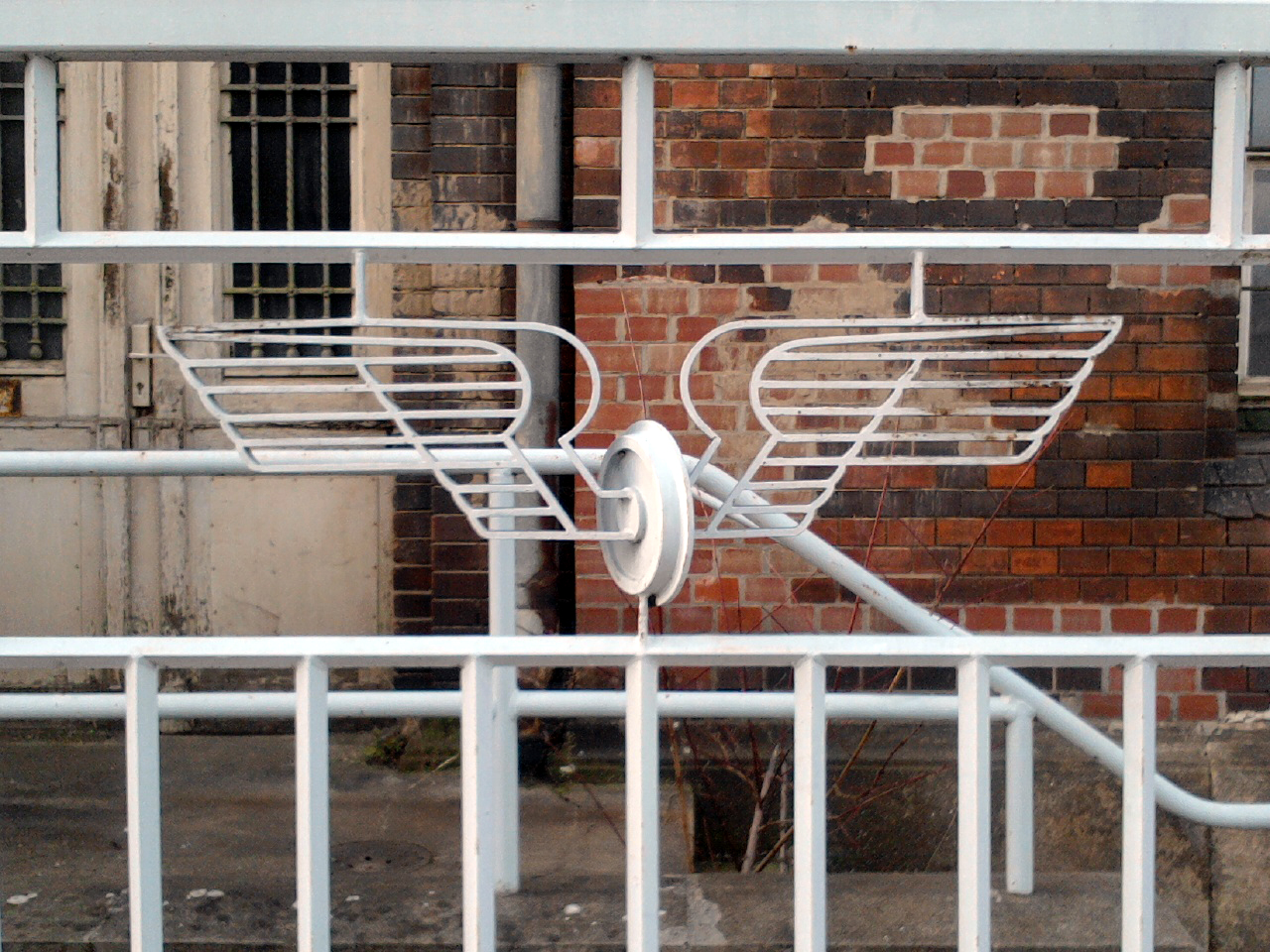
Flügelrad am Eingang des ehemaligen Reichsbahnausbesserungswerks Dresden
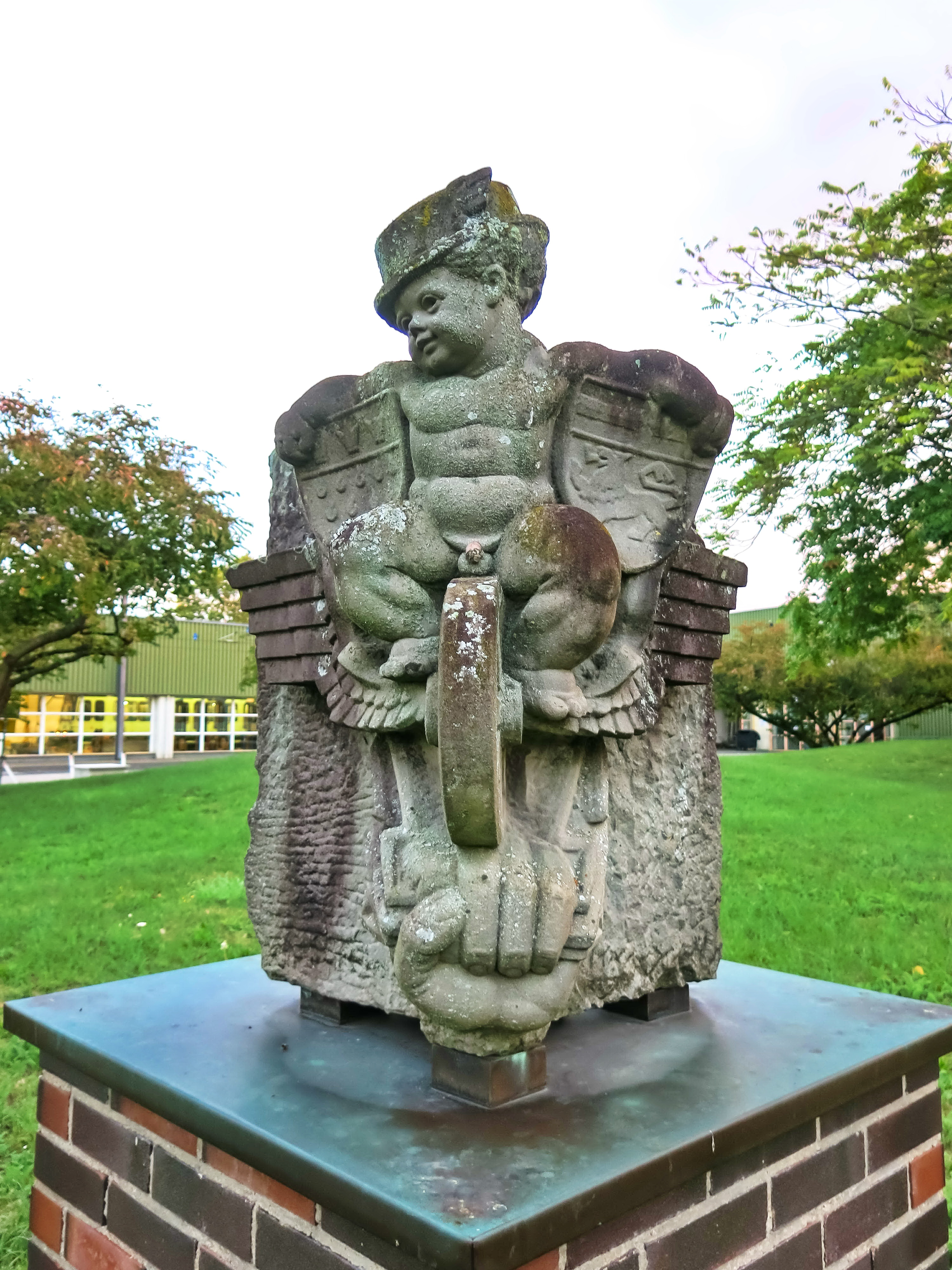
Hermes auf dem Flügelrad, die Steinfigur war seit 1935 Bestandteil von Bonn Rheinuferbahnhofs
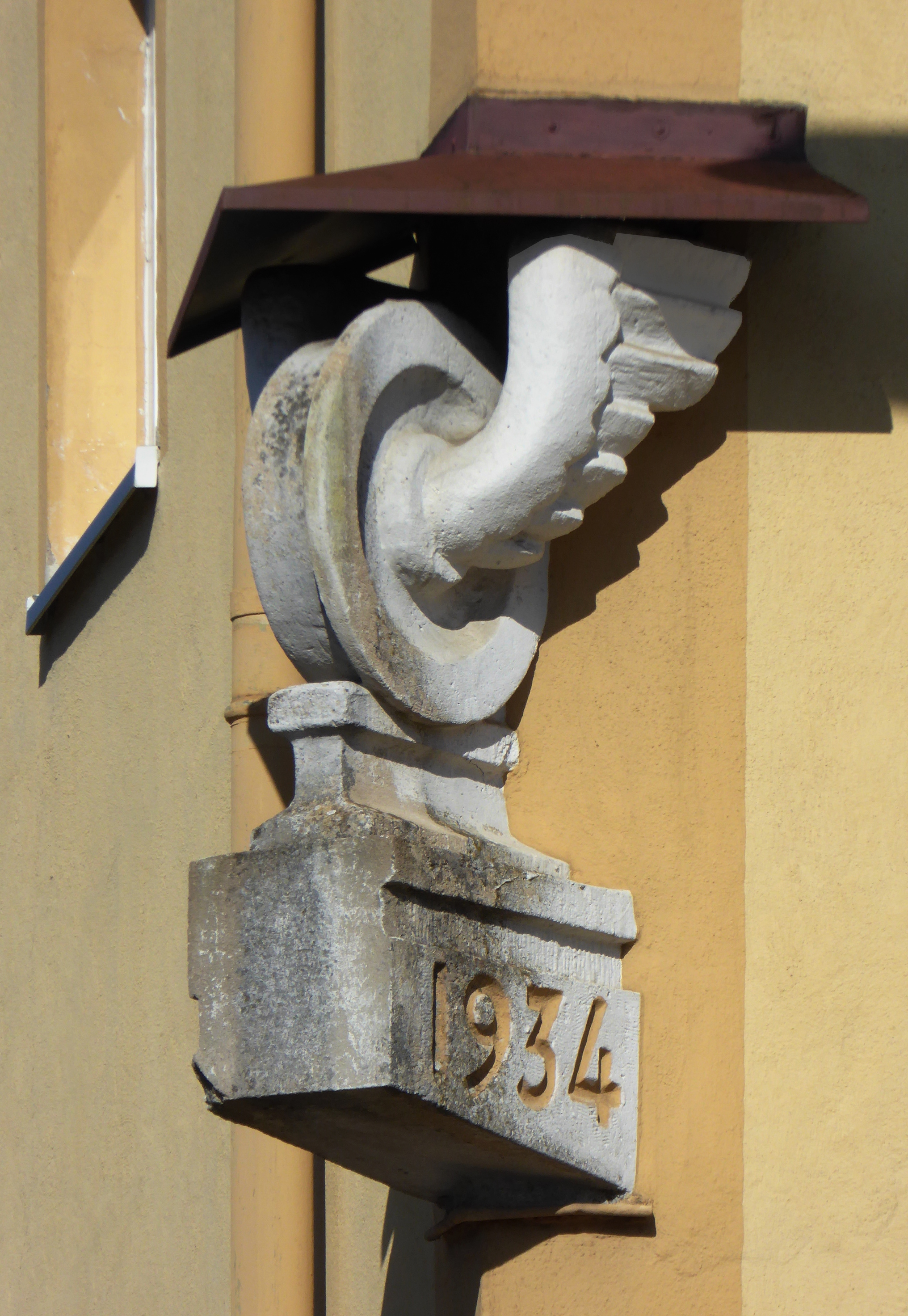
Treuchtlingen, Hausverzierung mit Flügelrad in der Alten Burgstraße
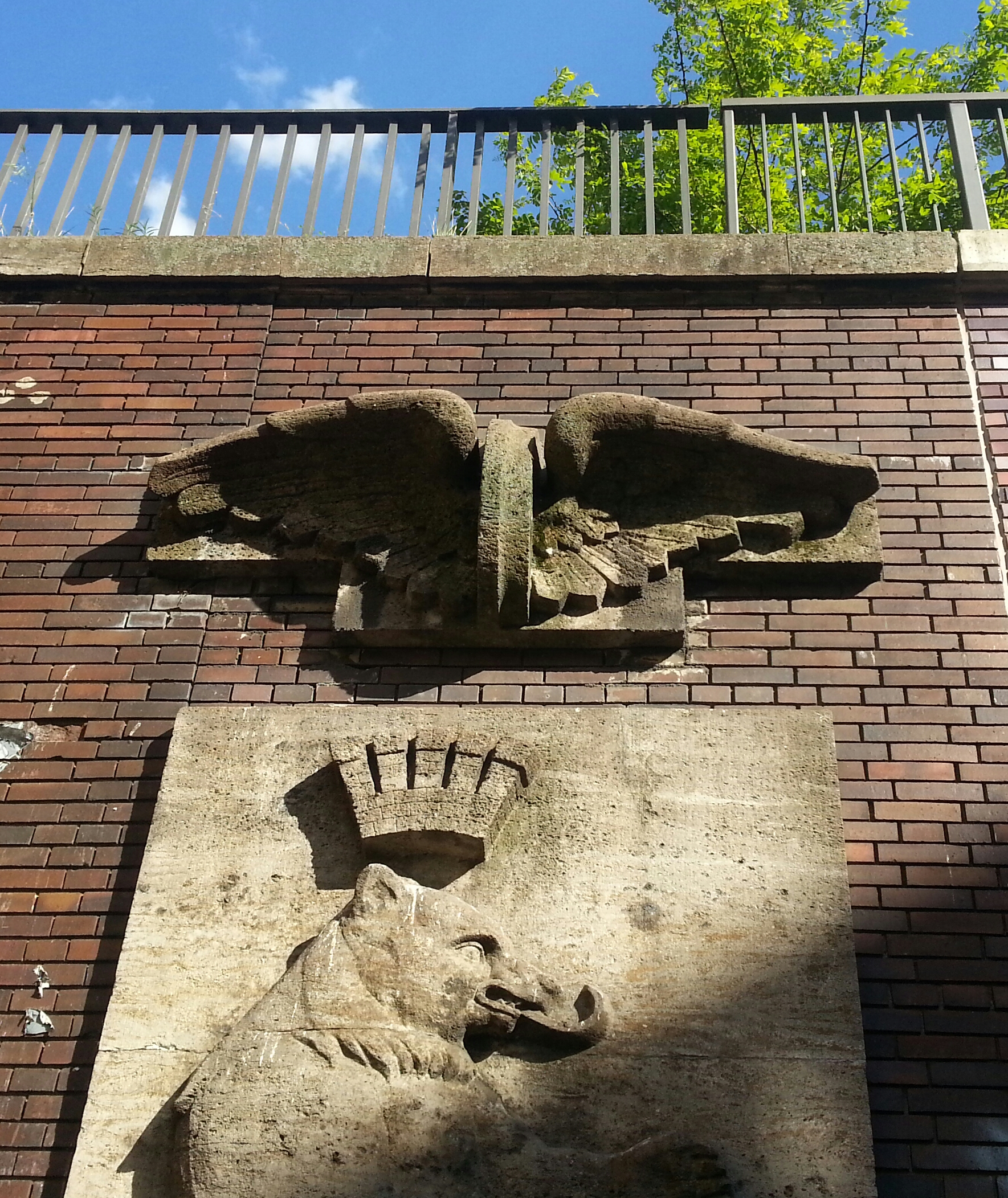
Symbol des Schienenverkehrs über dem Stadtwappen an der Bahn-Unterführung Boxhagener Straße in Berlin-Friedrichshain, Nähe Bahnhof Berlin Ostkreuz

Änderungen an der klassischen Ausführung wurden zur Darstellung von Sparten vorgenommen. So werden elektrische Straßenbahn- oder Eisenbahnbetriebe zum Beispiel durch die Beigabe von gezackten Blitzen gesondert gekennzeichnet. Eine weitere Variante ist, bei Zahnradbahnen ein Zahnrad darzustellen.
Eine Stilisierung führt beispielsweise die slowakische Staatsbahn (Železnice Slovenskej republiky), die ungarische Staatsbahn (Magyar Államvasutak), die jugoslawische Staatsbahn (Jugoslovenske Železnice), die Österreichische Bundesbahnen oder die Strausberger Straßenbahn.

## Heraldik
In der Heraldik ist das Flügelrad als Wappenfigur eine gemeine Figur und in zwei Varianten im Wappen möglich. Eine Variante ist die rechte oder linke Anordnung des Flügels (halben Flugs) am Rad und die andere ist der gleichseitig an beiden Radseiten angeordnete Flügel. Die Seite der Schwinge ist in der Wappenbeschreibung zu melden. Farblich können die Flügel sich vom Rad unterscheiden, aber gleiche Tinktur ist vorrangig verbreitet. Silber, Gold und Schwarz werden bevorzugt. Die Ansicht des Rades kann in Achsrichtung oder in Aufsicht Radlauffläche im Wappen sein, auch das ist zu melden.

Flügel und Rad in Schwarz (Aulendorf DE)
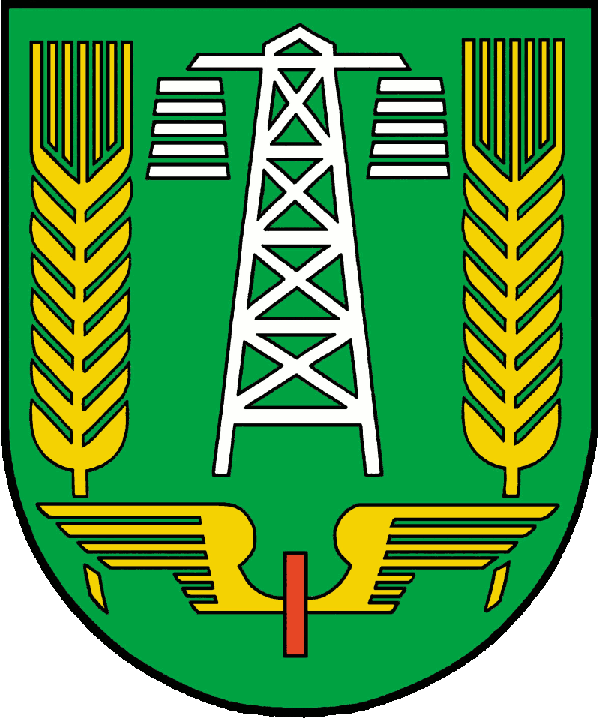
Flügelpaar in Gold und Rad (Aufsicht Radlauffläche) in Rot (Falkenberg/Elster DE)
Flügelrad im Wappen von Bad Kleinen DE
Weiß/Silber, Rad schräg ((Solingen-)Ohligs DE)
Ein Flügel in Oberhausen-Osterfeld[12]
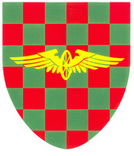
Sigmundsherberg ist ein Bahnknoten in Niederösterreich
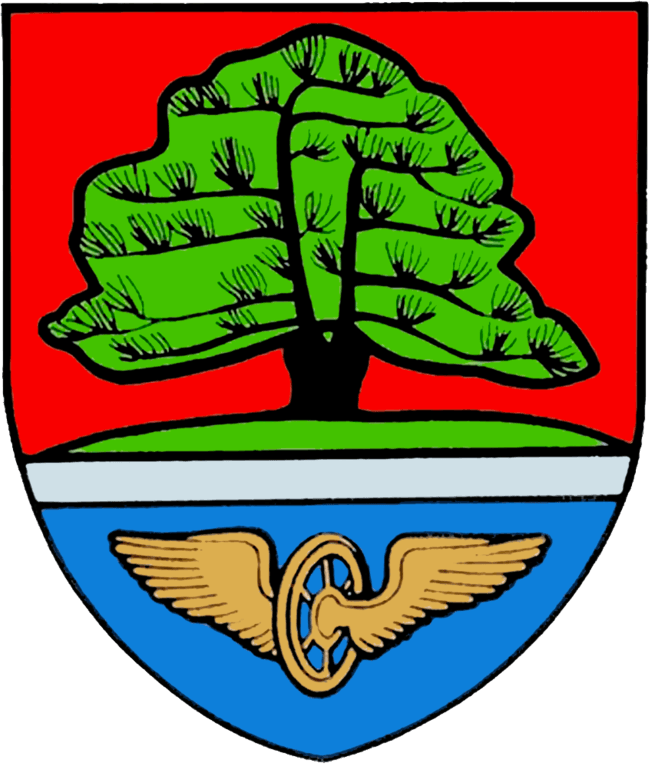
Flügelpaar und Rad (in Achsrichtung) in Gold (Strasshof an der Nordbahn AT)
Unterlüß hat einen Bahnhof an der Strecke Hannover–Hamburg
Wappen von Neuenmarkt mit dem Bahnhof Neuenmarkt-Wirsberg
Tschop ist ein Bahnknoten in der Ukraine
wie Bohumín oder
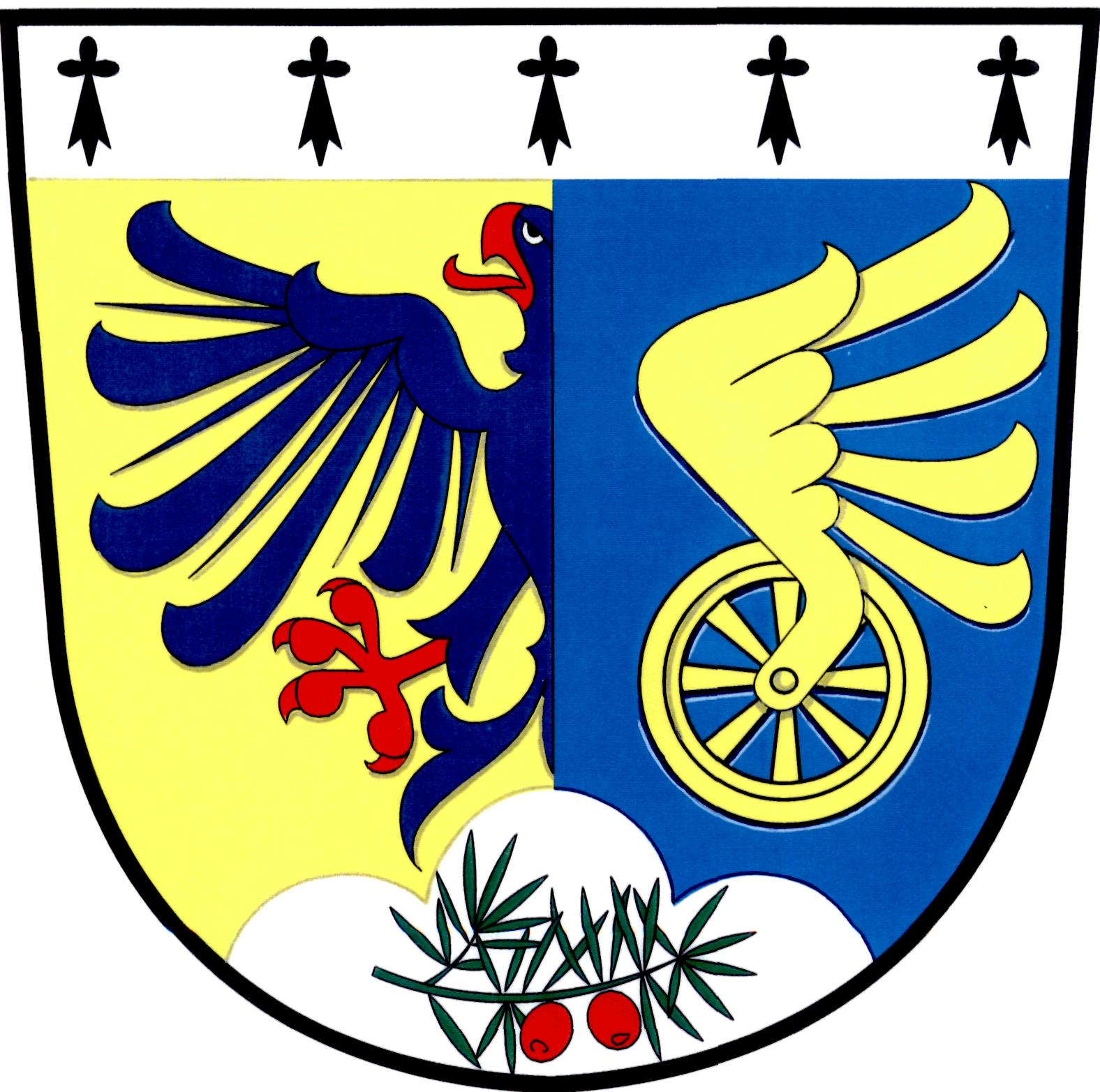
ein Flügel-Rad in Bratčice u Čáslavi, beide in Tschechien
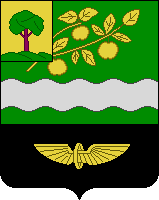
auch in Grjasi in Russland
auch in Jaworzyna Śląska PL
Ebenso: Wappen von Węgliniec PL
Flügelpaar in Eydtkuhnen RUS
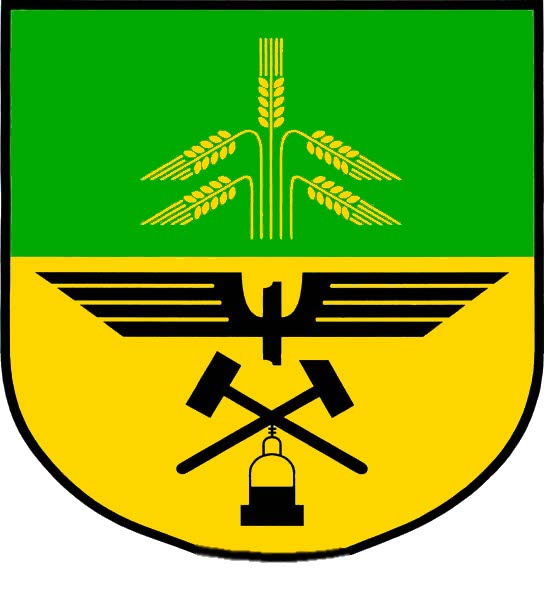
Flügelpaar und Rad (Aufsicht Radlauffläche) in Schwarz (Dasnice CZ)
Flügelpaar und Rad (in Achsrichtung) in Silber (Suchdol nad Odrou CZ)
Flügelpaar und Rad (in Achsrichtung) in Gold (Krylbo FI)
Flügel-Rad: Guipavas (F)
Wappen von Alvesta (S)
Wappen von St. Paul (Minnesota)
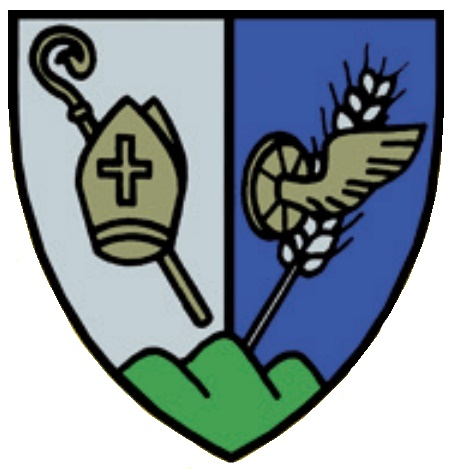
… hinten ein geflügeltes Rad auf einer nach links geneigten silbernen Kornähre (Absdorf AT)